# Trichosea
Trichosea is een geslacht van vlinders uit de familie van de uilen (Noctuidae) en de onderfamilie Pantheinae.

## Soorten
- T. androdes Prout, 1924
- T. champa Moore, 1879
- T. hoenei Draudt, 1950
- T. leucotaenia Prout, 1924
- T. ludifica (Linnaeus, 1758)
- T. mjobergi Prout, 1926
- T. nigrescens Warren, 1912
- T. nigricatena Prout, 1922
- T. taikoshonis Matsumura, 1929
- T. tamsi Prout, 1924